# James Carter (Saxophonist)

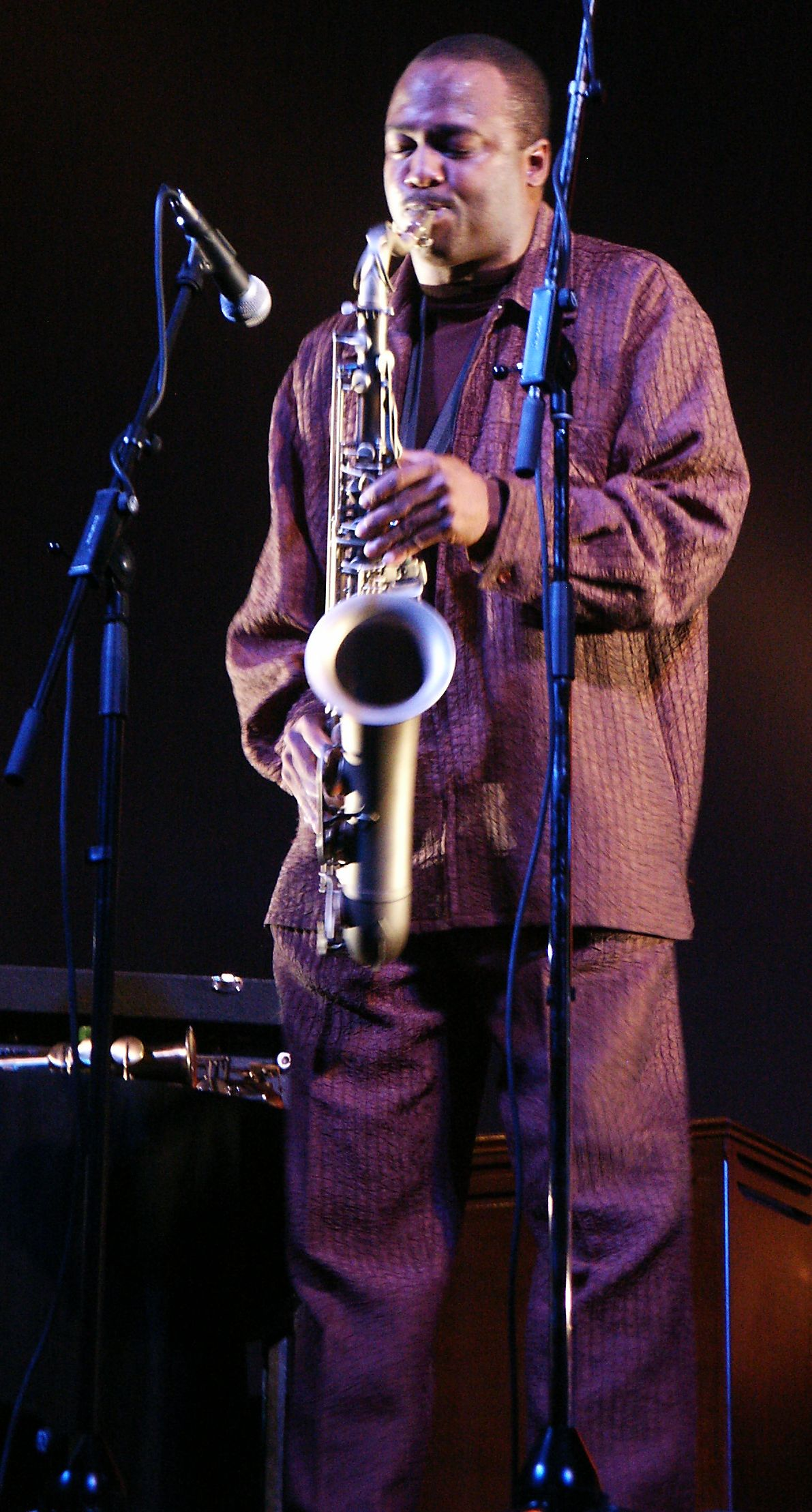
James Carter, Bad Ischl 2006

James Carter (* 3. Januar 1969 in Detroit, Michigan) ist ein US-amerikanischer Saxophonist und Vertreter des Modern-Creative-Stils.

## Leben
Carter wurde in den 1990er-Jahren bekannt durch seine unorthodoxe Herangehensweise an den Jazz. So lässt er neben traditionell eingespielten Jazzstandards auf seinen CDs auch eigene Kompositionen hören, in denen er durch die Verwendung von Growling, großen Intervallsprüngen und anderen untypischen Klangeffekten einen eigenen Sound erzeugt. Anders als die meisten Jazz-Saxophonisten spielt Carter die ganze Palette an Saxophonen, nämlich Bass-, Bariton-, Alt-, Tenor-, Sopran- und F-Mezzo-Saxophon. Darüber hinaus spielt er Bass-Klarinette und Querflöte.
Sein Album Jurrassic Classics erhielt 1995 den Jahrespreis des Preises der Deutschen Schallplattenkritik.

## Diskografie (Auswahl)
- JC on the Set  (1994, Sony/Columbia)
- Jurassic Classics (1995, Sony/Columbia)
- The Real Quietstorm (1995, Atlantic)
- Conversion with the Elders (1996, Atlantic) mit Tani Tabal
- D. D. Jackson: Paired Down (Justin Time, 1997)
- In Carterian Fashion (1998)
- Ginger Baker and the DJQ2O: Coward of the County (1999)
- Layin' the Cut  (2000, Atlantic)
- Chasin' the Gypsy (2000)
- Gardenias for Lady Day (2003)
- Live at Baker's Keyboard Lounge (2004, Warner Brothers)
- Out of Nowhere (2005)
- Present Tense (2008 Universal)
- Caribbean Rhapsody (Kompositionen von Roberto Sierra)
- At the Crossroads (Emarcy Records, 2011)
- James Carter Organ Trio: Live from Newport Jazz (2019)
- (D)ivo Saxophone Quartet: (D)ivo (2022)